# Aléop
Aléop est le réseau de transports en commun régional des Pays de la Loire depuis 2019.
Il comprend des lignes de trains régionaux (Aléop en TER), des lignes d'autocars issues majoritairement des anciens réseaux départementaux, ainsi que la liaison maritime entre l'île d'Yeu et le continent. Il n'a pas de personnalité juridique propre, il appartient au Conseil régional des Pays de la Loire.

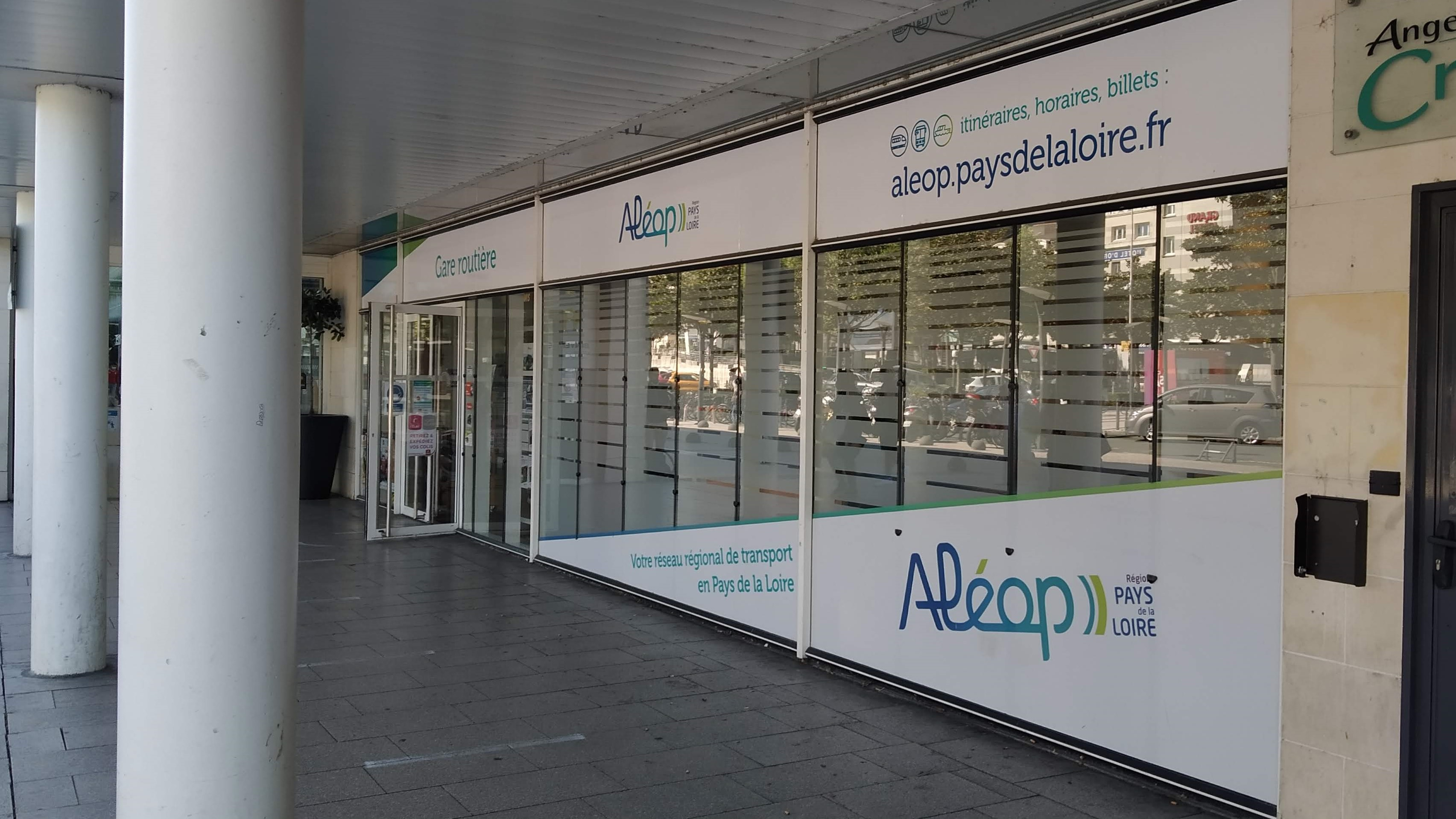
La gare routière d'Angers.

## Présentation
En application des dispositions de la loi NOTRe, la compétence transport interurbain est transférée des départements aux régions le 1er janvier 2017 et le transport scolaire le 1er septembre 2017. La région Pays de la Loire fait le choix de reporter la date de prise de compétence transport interurbain au 1er septembre 2017 pour coïncider avec celle du transport scolaire, sans pour autant unifier dans la foulée les différents réseaux.
Cette unification arrive finalement en 2019 sous la marque Aléop. Officiellement présenté le 27 février 2019, ce réseau intègre les lignes ferroviaires du TER Pays de la Loire (qui deviennent Aléop en TER), les liaisons maritimes vers l'île d'Yeu, les lignes d'autocar interdépartementales qui relevaient déjà de la compétence de la Région (dont une partie était gérée via le Réseau TER), ainsi que les anciens réseaux d'autocar départementaux suivants, :
- Lignes intérieures de Loire-Atlantique (LILA) ;
- Anjoubus ;
- Cap Vendée ;
- Transports interurbains de la Sarthe (TIS) ;
- Pégase.

La nouvelle identité visuelle commence à se déployer au cours de l'année 2019  sur certains véhicules par l'apposition de stickers ou d'une livrée spécifique Aléop dévoilée le 27 février 2019. La généralisation de cette livrée à l'ensemble des véhicules s'effectuera dans le temps.
En septembre 2019, les lignes du réseau Aléop sont re-numérotées. La re-numérotation est effectuée en ajoutant 100 pour la Mayenne, 200 pour la Sarthe, 300 pour la Loire Atlantique, 400 pour le Maine-et-Loire et 500 pour la Vendée Les lignes régionales routières et ferroviaires gardent leur numérotation.

## Lignes régulières

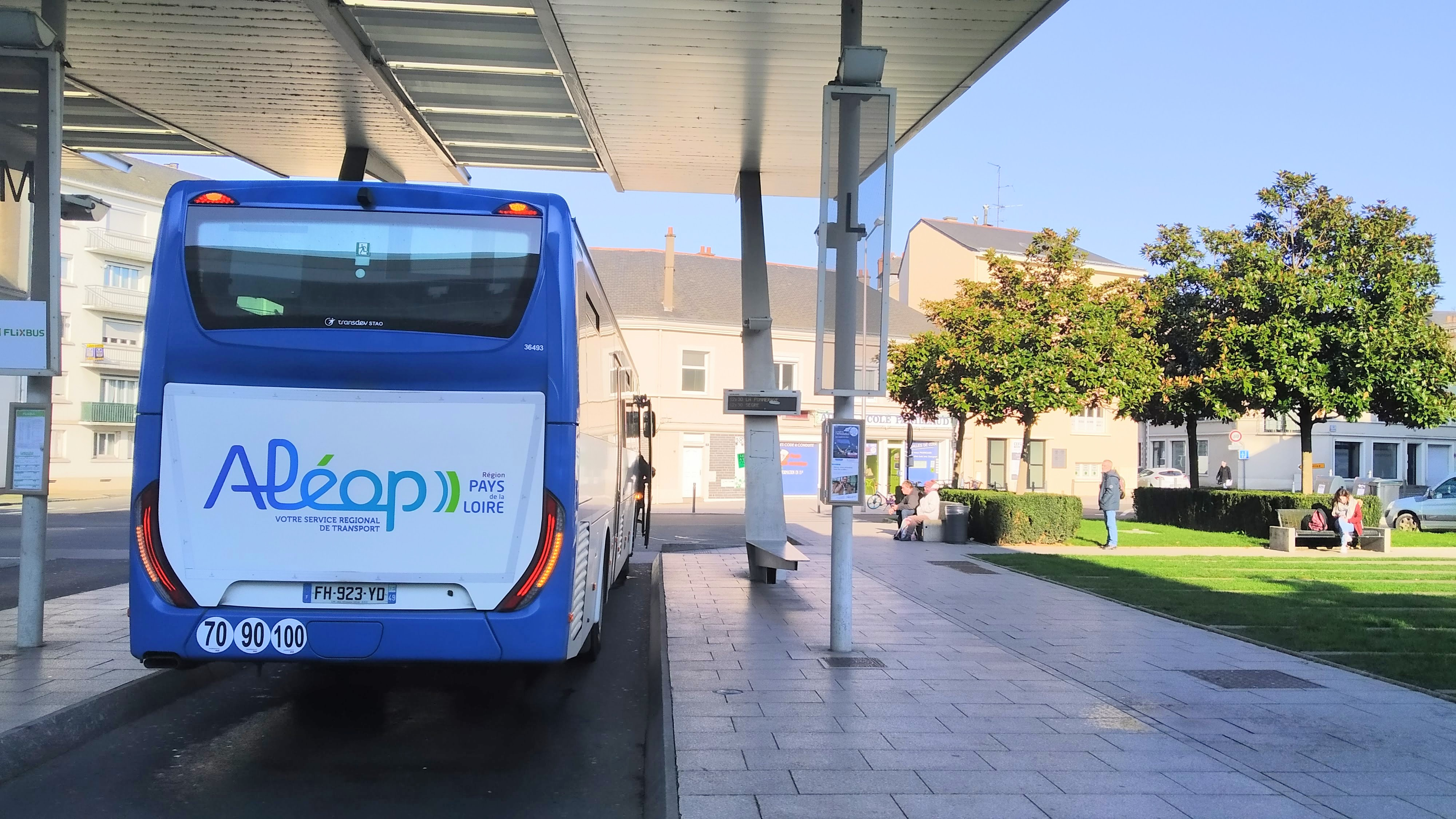
Un autocar Aléop en gare routière d'Angers.

### Lignes routières départementales
- Lignes routières Aléop en Loire-Atlantique ;
- Lignes routières Aléop en Maine-et-Loire ;
- Lignes routières Aléop dans la Mayenne ;
- Lignes routières Aléop dans la Sarthe ;
- Lignes routières Aléop dans la Vendée.

### Lignes régionales
Le réseau régional comprend les lignes ferroviaires et routières TER de l'ancien réseau TER Pays de la Loire, toujours exploité par la SNCF, ainsi que les lignes interdépartementales de la région exploitées hors de l'offre TER. L'ensemble prend la dénomination commerciale Aléop en TER.

### Tarification
Chaque département possède sa propre tarification, héritée des précédents réseaux départementaux. L'harmonisation des tarifs est prévue au cours de l'année 2024.
|                   | type de tarification                 | validité des tickets                                        | ticket 1 voyage    | tickets 10 voyages | abonnement mensuel (tout public) | abonnement annuel (tout public) | carte sans contact |
| ----------------- | ------------------------------------ | ----------------------------------------------------------- | ------------------ | ------------------ | -------------------------------- | ------------------------------- | ------------------ |
| Loire-Atlantique  | tarification unique                  | 2 heures (+ 1 heure en correspondance sur le réseau Naolib) | 2,60 €             | 22 €               | 74 €                             | 654 €                           | Oui                |
| Maine-et-Loire    | tarification zonale                  | 1 trajet                                                    | de 2 € à 6,20 €    | de 16 € à 41 €     | de 50 € à 90 €                   | de 512,40 € à 948 €             | Oui                |
| Mayenne           | tarification unique                  | 1 trajet                                                    | 2,20 €             | 17 €               | 52 €                             | -                               | Oui                |
| Sarthe            | tarification unique                  | 1 trajet                                                    | 2,40 €             | 17,60 €            | 52 €                             | 420 €                           | Oui                |
| Vendée            | tarification kilométrique par palier | 1 trajet                                                    | de 2,30 € à 5,30 € | de 16 € à 48 €     | de 33,50 € à 83,50 €             | -                               | Oui                |
| lignes régionales | tarification TER                     | tarification TER                                            | tarification TER   | tarification TER   | tarification TER                 | tarification TER                | tarification TER   |

Le 28 août 2020, les titres de transport dématérialisés sur téléphone via l'application WOP M-ticket sont lancés dans le département de la Sarthe. Ce système est étendu progressivement aux autres départements ainsi qu'aux lignes régionales,,,.
Pour les tickets Loire-Atlantique, il est même possible de les acheter via l'application Naolib, au tarif habituel. Les carnets de 10 tickets y sont également disponibles.

## Transports scolaires

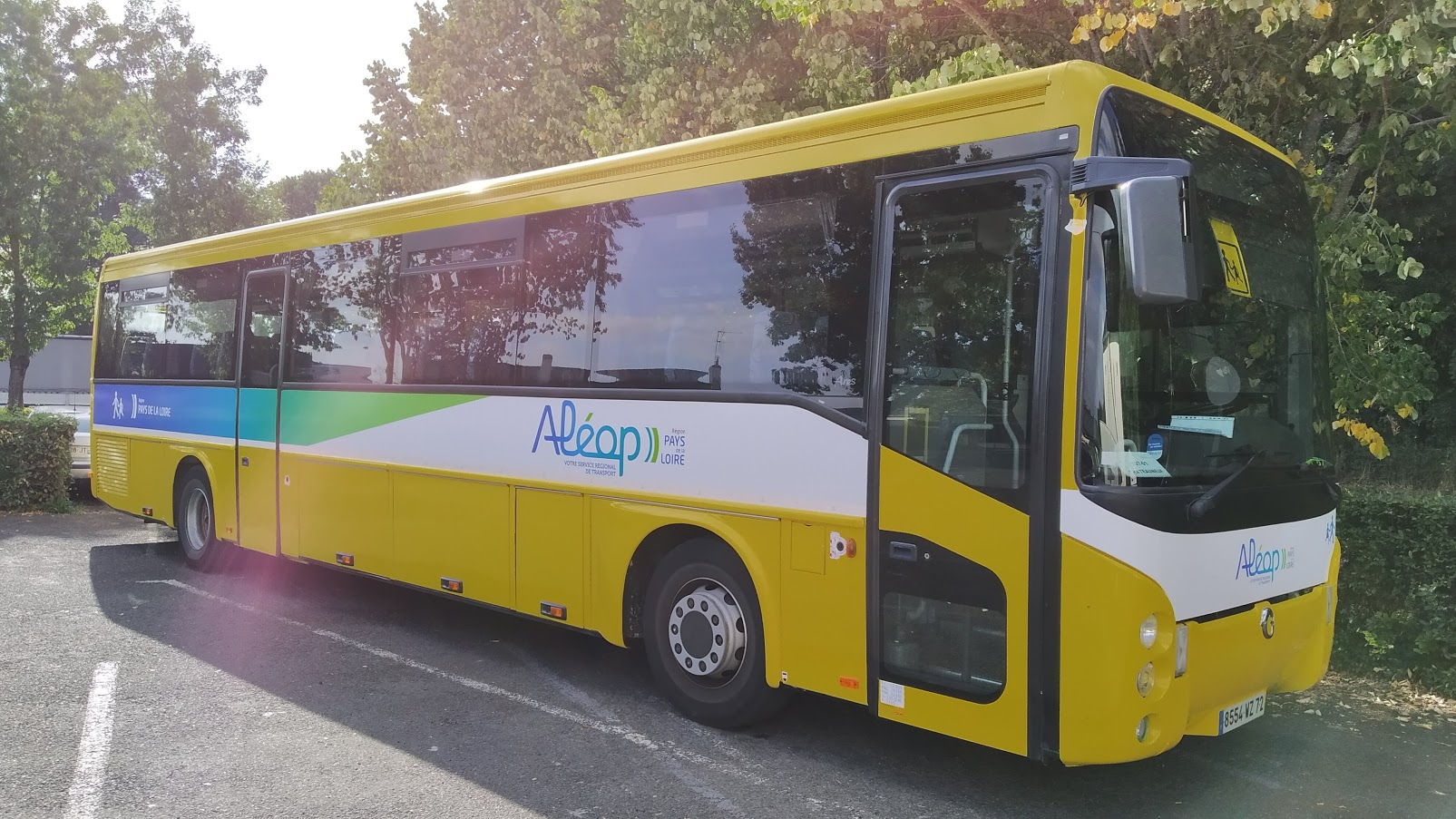
Car scolaire Aléop.

Les cars scolaires de la région transportent 140 000 élèves sur 3 400 circuits scolaires. Depuis la rentrée 2019, le port d'un gilet vert fluorescent est obligatoire pour accéder aux cars. Initié dans le département de la Loire-Atlantique en 2009, ce dispositif est étendu à l'ensemble des départements des Pays de la Loire, qui devient ainsi la première région française à généraliser le port d'un gilet fluorescent.
L'harmonisation des tarifs des transports scolaires est réalisée à la rentrée 2019. Le coût annuel pour un élève s'élève à 110 € avec une gratuité à partir du troisième enfant. Cela représente une baisse pour 90% des familles par rapport aux tarifs appliqués jusqu'ici. Dans le département de la Mayenne, où ce tarif représente une augmentation, une mesure d'accompagnement est prise par la Région, visant à lisser cette augmentation sur plusieurs années. Le coût pour un élève sera ainsi identique sur les cinq départements de la région à partir de la rentrée 2022,.

### Loire-Atlantique
En Loire-Atlantique, l'organisation du transport scolaire est délégué à des Autorités Organisatrice de Second rang (AO2). Depuis l'été 2021, elles sont au nombre de dix. Par ailleurs, des conventions signées avec deux Autorités Organisatrices de la Mobilité (AOM) permettent de mutualiser et d'optimiser et certains services,,,.
| Intercommunalité                                                       | Ville de gestion         | Statut            | Remarque |
| ---------------------------------------------------------------------- | ------------------------ | ----------------- | --- |
| Communauté de communes d'Erdre et Gesvres                              | Grandchamp-des-Fontaines | AO2               | |
| Communauté de communes de la région de Blain                           | Blain                    | AO2               | |
| Communauté de communes du pays de Pont-Château - Saint-Gildas-des-Bois | Pontchâteau              | AO2               | |
| Communauté de communes Châteaubriant-Derval                            | Châteaubriant            | AO2               | Est AO2 depuis le 1er juillet 2021, en remplacement du SITC de la région de Châteaubriant, Nozay, Derval qui agissait auparavant sur les communes de son territoire.                                    |
| Communauté de communes de Nozay                                        | Nozay                    | AO2               | Est AO2 depuis le 1er juillet 2021, en remplacement du SITC de la région de Châteaubriant, Nozay, Derval qui agissait auparavant sur les communes de son territoire.                                    |
| Communauté de communes du Pays d'Ancenis                               | Ancenis-Saint-Géréon     | AO2               | |
| Communauté de communes Sèvre et Loire                                  | Divatte-sur-Loire        | AO2               | |
| Communauté de communes Sud Retz Atlantique                             | Machecoul-Saint-Même     | AO2               | |
| Communauté de communes de Grand Lieu                                   | La Chevrolière           | AO2               | Est AO2 depuis le 1er septembre 2020, en remplacement de la communauté de communes Sud Retz Atlantique et de Clisson Sèvre et Maine Agglo qui agissaient auparavant sur les communes de son territoire. |
| Communauté de communes Estuaire et Sillon                              | Savenay                  | AO2               | |
| Clisson Sèvre et Maine Agglo                                           | La Haye-Fouassière       | AOM (partenariat) | |
| Pornic Agglo Pays de Retz                                              | Sainte-Pazanne           | AOM (partenariat) | Agit également sur le territoire de la Communauté de communes du Sud Estuaire |

| Intercommunalité                                  | Ville de gestion   | Statut | Remarque |
| ------------------------------------------------- | ------------------ | ------ | --- |
| SITC de la région de Châteaubriant, Nozay, Derval | Moisdon-la-Rivière | AO2    | Dissous le 1er juillet 2021 et remplacé par la communauté de communes Châteaubriant-Derval et la communauté de communes de Nozay,. |

## Transport maritime
Le réseau Aléop comprend la desserte maritime de l'Île d'Yeu. Elle est gérée par le Conseil départemental de la Vendée par délégation de compétences et exploités par la Régie Départementale des Passages d'Eau de la Vendée, plus communément appelée Compagnie Yeu–Continent, dont la création remonte à 1949.
Cette unique ligne relie Port-Joinville (L'Île-d'Yeu) à Fromentine (La Barre-de-Monts), où des correspondances avec les lignes routières régionales sont possibles.
La flotte est la propriété de la région Pays de la Loire. Elle comprend le Pont d'Yeu et le Châtelet, deux catamarans mis en service en 2006, ainsi que l'Insula Oya II, un cargo mixte mis en service en 1982,. Ce dernier sera remplacé en 2022 par un nouveau cargo appelé Insula Oya III. D'une longueur de 55 mètres, il pourra embarquer 391 passagers et 150 tonnes de marchandises.
En 2020, les bateaux ont transporté 340 793 passagers, 8 155 véhicules et 18 892 tonnes de marchandises.

## Identités visuelles successives

Logo de février 2019 à septembre 2021.
Logo du réseau TER de février 2019 à septembre 2021.
Logo depuis le 1er septembre 2022.
Logo du réseau TER depuis 2023.